# コロイルグリシンヒドロラーゼ
コロイルグリシンヒドロラーゼ(Choloylglycine hydrolase、EC 3.5.1.24)は、以下の化学反応を触媒する酵素である。
3α,7α,12α-トリヒドロキシ-5β-コラン-24-オイルグリシン + 水{\displaystyle \rightleftharpoons }3α,7α,12α-トリヒドロキシ-5β-コラン酸 + グリシン
従って、この酵素の基質は3α,7α,12α-トリヒドロキシ-5β-コラン-24-オイルグリシンと水の2つ、生成物は3α,7α,12α-トリヒドロキシ-5β-コラン酸とグリシンの2つである。
この酵素は加水分解酵素、特に鎖状アミドの炭素-窒素結合に作用するものに分類される。系統名は、3α,7α,12α-トリヒドロキシ-5β-コラン-24-オイルグリシン アミドヒドロラーゼ(3alpha,7alpha,12alpha-trihydroxy-5beta-cholan-24-oylglycine amidohydrolase)である。他に、グリココラーゼ、胆汁酸ヒドロラーゼ、コロイルタウリンヒドロラーゼ等とも呼ばれる。胆汁酸の生合成に関与している。

## 構造
2007年末時点で、4つの構造が解明されている。蛋白質構造データバンクのコードは、2BJF、2BJG、2HEZ及び2HF0である。